# Torrendiella guangxiensis
Torrendiella guangxiensis är en svampart som beskrevs av W.Y. Zhuang 1999. Torrendiella guangxiensis ingår i släktet Torrendiella och familjen Sclerotiniaceae.   Inga underarter finns listade i Catalogue of Life.